# Epitrix fasciata
Epitrix fasciata is een keversoort uit de familie bladkevers (Chrysomelidae). De wetenschappelijke naam van de soort werd in 1918 gepubliceerd door Willis Stanley Blatchley.